# کیم جائه-یوپ
کیم جائه-یوپ (انگلیسی: Kim Jae-yup؛ زادهٔ ۱۷ مهٔ ۱۹۶۵) جودوکار اهل کره جنوبی است.